# Cyphura approximans
Cyphura approximans är en fjärilsart som beskrevs av Swinhoe 1916. Cyphura approximans ingår i släktet Cyphura och familjen Uraniidae. Inga underarter finns listade i Catalogue of Life.